# 龙荟兰属
龙荟兰属（学名：Beschorneria）是天门冬科龙舌兰亚科的多肉植物属，原产于墨西哥和中美洲的半干旱地区。它们通常是大型常绿多年生植物，形成一丛丛灰绿色的叶子，花穗高达1.5米。它们勉强耐寒，可能需要在霜冻地区进行冬季保护。

## 下属物种
目前被接受的物种：
1. 白花龙荟兰 Beschorneria albiflora Matuda  - 瓦哈卡州、恰帕斯州、危地马拉、洪都拉斯
2. 钙生龙荟兰 Beschorneria calcicola A.García-Mendoza   - 普埃布拉州、瓦哈卡州、韦拉克鲁斯州
3. 模糊龙荟兰 Beschorneria dubia Carrière - 塔毛利帕斯州
4. 硬叶龙荟兰 Beschorneria rigida Rose  - 瓜纳华托州、圣路易斯波托西、普埃布拉州
5. Beschorneria septentrionalis A.García Mendoza   - 塔毛利帕斯州、新莱昂州
6. 龙荟兰 Beschorneria tubiflora (Kunth & C.D.Bouché) Kunth - 圣路易斯波托西，伊达尔戈州
7. 赖特龙荟兰 Beschorneria wrightii Hook.f  - 墨西哥州
8. 丝兰叶龙荟兰 Beschorneria yuccoides K.Koch  - 伊达尔戈州、普埃布拉州、韦拉克鲁斯州

之前归入本属的物种：
先前归入本属的物种B. floribunda、B. multiflora和B. parmentieri现均为Furcraea parmentieri的异名。详见巨麻属。